# Red Buttons

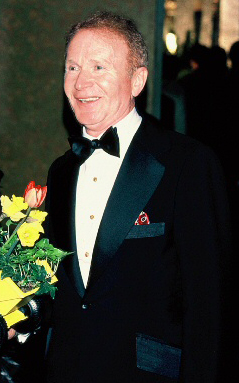
Red Buttons, 1978

Red Buttons (* 5. Februar 1919 in New York City als Aaron Chwatt; † 13. Juli 2006 in Los Angeles) war ein US-amerikanischer Schauspieler und Komiker.

## Leben und Wirken
Buttons wurde vor allem als Komiker bekannt. Darüber hinaus schrieb er auch sehr erfolgreich Songs und trat in seinen Liveprogrammen als Sänger auf. Vor dem Zweiten Weltkrieg arbeitete er als Alleinunterhalter in Clubs, bevor er Soldat wurde. Zurückgekehrt aus dem Krieg spielte er am Broadway Theater, vor allem in komischen Rollen. 1952 erhielt er seine eigene Fernsehshow The Red Buttons Show, die bis 1955 lief und ihn landesweit bekannt machte.
1958 erhielt er einen Oscar sowie einen Golden Globe Award für seine Nebenrolle in Sayonara neben Marlon Brando. Seine Darstellung eines amerikanischen Soldaten, der zwischen Diensterfüllung und der Liebe zu einer japanischen Frau steht, brachte ihm auch Anerkennung als ernsthafter Charakterdarsteller. Dennoch war der rothaarige Buttons auch in seinen späteren Filmen vorwiegend in komischen, etwas schalkhaften Nebenrollen zu sehen, wie etwa 1962 als „Pockets“ in Hatari! neben John Wayne. Neben seiner Filmkarriere war er ein gern gesehener Gast in den Hotelclubs von Las Vegas.
Buttons war dreimal verheiratet, zuletzt von 1964 bis zu ihrem Tod 2001 mit Alicia Prats. Das Paar hatte zwei Kinder. Red Buttons starb im Juli 2006 im Alter von 87 Jahren an den Folgen einer Gefäßerkrankung.

## Filmografie (Auswahl)
- 1944: Winged Victory
- 1946: 13 Rue Madeleine
- 1952–1955: The Red Buttons Show (Fernsehserie, als Gastgeber)
- 1957: Sayonara
- 1959: Die Welt der Sensationen (The Big Circus)
- 1961: Eins, zwei, drei (One, Two, Three)
- 1962: Fünf Wochen im Ballon (Five Weeks in a Balloon)
- 1962: Hatari!
- 1962: Der längste Tag (The Longest Day)
- 1963: Eine kitzlige Sache (A Ticklish Affair)
- 1965: Der Tag danach (Up From the Beach)
- 1965: Die Welt der Jean Harlow (Harlow)
- 1966: The Double Life of Henry Phyfe (Fernsehserie, 17 Folgen)
- 1966: San Fernando (Stagecoach)
- 1969: Nur Pferden gibt man den Gnadenschuß (They Shoot Horses, Don't They?)
- 1970: George M! (Fernsehfilm)
- 1971: Wer tötete Mary? (Who Killed Mary What’s ’Er Name?)
- 1972: Die Höllenfahrt der Poseidon (The Poseidon Adventure)
- 1975: Unsere kleine Farm (Little House on the Prairie, Fernsehserie, Folge Der Gaukler)
- 1975: Wonder Woman (The New Original Wonder Woman, Fernsehfilm)
- 1976: Sag’ ja zur Liebe (Gable and Lombard)
- 1977: Viva Knievel – Der Tod springt mit (Viva Knievel!)
- 1977: Elliot, das Schmunzelmonster (Pete’s Dragon)
- 1977: Der Killer muß warten (Telethon, Fernsehfilm)
- 1978: Movie Movie
- 1978: Vegas (Vega$, Fernsehserie, 2 Folgen)
- 1978–1983: Love Boat (The Love Boat, Fernsehserie, 3 Folgen)
- 1978–1983: Fantasy Island (Fernsehserie, 3 Folgen)
- 1979: R.O.B.O.D.O.G. (C.H.O.M.P.S.)
- 1980: Macht der Mächtigen (Power, Fernsehfilm)
- 1980: Der Tag, an dem die Welt unterging (When Time Ran Out)
- 1980: Die Traumfabrik (The Dream Merchants, Miniserie, 2 Folgen)
- 1985: Alice im Wunderland (Alice in Wonderland, Fernseh-Zweiteiler)
- 1987: Unter der Sonne Kaliforniens (Knots Landing, Fernsehserie, 6 Folgen)
- 1987/1989: It’s Garry Shandling’s Show (Fernsehserie, 2 Folgen)
- 1988: Endlich wieder 18 (18 Again!)
- 1990: The Ambulance
- 1991: Die Bill Cosby Show (The Cosby Show, Fernsehserie, Folge 7x23)
- 1993/1994: Roseanne (Fernsehserie, 2 Folgen)
- 1994: 2 Millionen Dollar Trinkgeld (It Could Happen to You)
- 1995–2005: Emergency Room – Die Notaufnahme (ER, Fernsehserie, 5 Folgen)
- 1999: Allein gegen die Zukunft (Early Edition, Fernsehserie, Folge 3x20)
- 1999: An deiner Seite (The Story of Us)
- 2002: Philly (Fernsehserie, Folge 1x12)
- 2002: Street Time (Fernsehserie, 4 Folgen)